# The Bells of Dublin
The Bells of Dublin è un album in studio natalizio del gruppo musicale irlandese The Chieftains, pubblicato nel 1991.

## Tracce
1. The Bells of Dublin/Christmas Eve (feat. The bell-ringers of Christ Church Cathedral, Dublin))
2. Past Three O'Clock (feat. The Renaissance Singers)
3. St. Stephen's Day Murders (feat. Elvis Costello)
4. Il Est Né/Ca Berger (feat. Kate & Anna McGarrigle)
5. Don Oiche Ud I mBeithil (feat. Burgess Meredith)
6. I Saw Three Ships a Sailing (feat. Marianne Faithfull)
7. A Breton Carol (feat. Nolwen Monjarret)
8. Carols Medley: O the Holly She Bears a Berry/God Rest Ye Merry Gentlemen/The Boar's Head
9. The Wexford Carol (feat. Nanci Griffith)
10. The Rebel Jesus (feat. Jackson Browne)
11. Skyline Jig
12. O Holy Night (feat. Rickie Lee Jones)
13. Medley: 'The Wren! The Wren!'/The Dingle Set - Dance/The Wren in the Furze/A Dance Duet - Reels/Brafferton Village/Walsh's Hornpipe/The Farewell
14. Medley: Once in Royal David's City/Ding Dong Merrily on High/O Come All Ye Faithful (feat. The Renaissance Singers)